# Giovanna De Chiesa
Giovanna De Chiesa (Saluzzo, 1953) è un'ex sciatrice alpina italiana.

## Biografia
Sciatrice polivalente sorella di Paolo, a sua volta sciatore alpino, Giovanna De Chiesa ai Campionati italiani 1973 vinse la medaglia di bronzo nella combinata; non debuttò in Coppa del Mondo e non prese parte a rassegne olimpiche o iridate.

## Palmarès

### Campionati italiani
- 1 medaglia[3]:
  - 1 bronzo (combinata nel 1973)